# Église San Pietro a Patierno
L'église San Pietro a Patierno est une église de Naples consacrée à saint Pierre sise dans le quartier San Pietro a Patierno, piazza Guarino.

## Histoire et description
L'église est bâtie au XVIIIe siècle. Elle présente une nef unique et quatre chapelles latérales et elle est surmontée d'une coupole elliptique décorée de fresques représentant des Saints en gloire et dans les lunettes les Quatre Évangélistes.
Les autels de marbres polychromes datent du XVIIIe siècle. Parmi les œuvres d'art à distinguer, l'on peut citer un tableau, Le Lys, et un groupe de bois polychrome, Sainte Anne et la Vierge enfant.
L'église a été le théâtre d'un miracle eucharistique en 1772 : des hosties consacrées auraient été volées puis retrouvées intactes sous du fumier à un endroit indiqué par des lumières "semblables à des étoiles". Cela explique que pour son bicentenaire le cardinal Ursi a élevé l'église au rang de sanctuaire eucharistique diocésain.

## Source de la traduction
- (it) Cet article est partiellement ou en totalité issu de l’article de Wikipédia en italien intitulé « Chiesa di San Pietro a Patierno » (voir la liste des auteurs).